# Enza Passatore
Enza Passatore (Milano, 15 novembre 1920 – Milano, 24 dicembre 2008) è stata una cantante italiana.

## Biografia
Nata a Milano da padre napoletano e madre siciliana entrambi musicisti, ultima di sei sorelle e un fratello, inizia a cantare fin da bambina accompagnata al pianoforte dalla sorella maggiore Tullia che si era diplomata in pianoforte al conservatorio di Milano.
Tre sue sorelle, Adriana e Italia con l'aiuto della sorella Pia, nel 1934 avevano formato il Trio Vocale Passatore partecipando a vari dopolavoro fascisti e varietà, fino ad ottenere un contratto discografico con la Odeon e ad incidere numerosi dischi cantando con l'orchestra del Maestro Enzo Ceragioli.
Quando la sorella Pia dovette lasciare il Trio per andare a studiare composizione a Milano fu sostituita proprio da Enza che ebbe modo di mostrare subito le sue notevoli doti canore.
In questo periodo Enza incise anche  da solista per la Odeon alcuni dischi, fra i quali ebbe particolarmente successo Sarà l'amore con il Quintetto Del Delirio di Pippo Starnazza.
Nel 1943, in seguito allo scioglimento del Trio Passatore, Enza si ritira a vita privata a Milano e si sposa pochi anni dopo.
Muore improvvisamente a Milano il 24 dicembre 2008.

## Discografia parziale

### Singoli
- 1942 – Sarà L'Amore (Odeon)